# Toshihiro Hasegawa
Toshihiro Hasegawa (japanisch 長谷川 敏裕 Hasegawa Toshihiro; * 24. August 1996 in der Präfektur Tokio) ist ein japanischer Ringer. Er wurde 2018 U 23-Weltmeister.

## Werdegang
Toshihiro Hasegawa begann noch im Schüleralter mit dem Ringen. Er ringt ausschließlich im freien Stil. Nach dem Besuch an der Jiyūgaoka-Gakuen-Oberschule in Tokio wurde er Student an der Japanischen Sportuniversität (Nippon Sports Science University NSSU) in Tokio.
Seine internationale Ringerlaufbahn begann im August 2013, als er bei der Junioren-Weltmeisterschaft der Altersgruppe „Cadets“ in Zrenjanin in der Gewichtsklasse bis 50 kg Körpergewicht eine Bronzemedaille gewann. Bei der Asiatischen Juniorenmeisterschaft 2014 (Altersgruppe „Juniors“) in Ulaan-Baatar und bei der Junioren-Weltmeisterschaft 2015 (Juniors) in Salvador da Bahia kam er in der Gewichtsklasse bis 55 kg jeweils nur auf den 11. Rang.
2016 und 2017 wurde Toshihiro Hasegawa jeweils japanischer Vizemeister in der Gewichtsklasse bis 57 kg. In den Finals unterlag er dabei jeweils gegen Yūki Takahashi, dem Weltmeister von 2017.
Im Februar 2018 wurde er bei der Asienmeisterschaft in Bischkek in der Gewichtsklasse bis 57 kg eingesetzt. Er siegte dort über Hikmatulloh Wohidow, Tadschikistan, unterlag im Halbfinale gegen Kang Kumsong, Nordkorea und sicherte sich danach mit einem Sieg über Song Hyeonsik, Südkorea eine Bronzemedaille.
Im November 2018 gelang ihm bei der U 23-Weltmeisterschaft in Bukarest der bisher größte Erfolg in seiner Laufbahn. Er wurde dort mit Siegen über Alireza Nosratolah Sarlak, Iran, Jack Michael Müller, USA, Zou Wanhao, China und Ravi Kumar, Indien, Weltmeister dieser Altersgruppe in der Gewichtsklasse bis 57 kg.

## Internationale Erfolge
| Jahr | Platz | Wettbewerb                                                 | Gewichtsklasse | Ergebnisse |
| ---- | ----- | ---------------------------------------------------------- | -------------- | --- |
| 2013 | 3.    | Junioren-WM (Cadets) in Zrenjanin                          | bis 50 kg      | hinter Abdulgaw Schachbanow, Russland und Machin Amiraslanow, Aserbaidschan                                                                         |
| 2014 | 11.   | Asiatische Juniorenmeisterschaft (Juniors) in Ulaan-Baatar | bis 55 kg      | Sieger: Ulunbek Schodoschbekow, Kirgisistan vor Reza Ahmedali Atrinagharchi, Iran                                                                   |
| 2015 | 11.   | Junioren-WM (Juniors) in Salvador da Bahia                 | bis 55 kg      | Sieger: Machin Amiraslanow vor Ravi Kumar, Indien                                                                                                   |
| 2016 | 16.   | Iwan-Yarigin-Grand-Prix in Krasnojarsk                     | bis 57 kg      | Sieger: Saur Ugujew vor Artjom Gebekow, beide Russland                                                                                              |
| 2017 | 3.    | Dimitri-Korkin-Turnier in Jakutsk                          | bis 57 kg      | hinter Nikolai Ochlopkow und Tamir Garmajew, beide Russland                                                                                         |
| 2018 | 3.    | Asienmeisterschaft in Bischkek                             | bis 57 kg      | nach einem Sieg über Hikmatulloh Wohidow, Tadschikistan, einer Niederlage gegen Kang Kumsong, Nordkorea und einem Sieg über Song Hyeonsik, Sürkorea |
| 2019 | 1.    | U 23-WM in Bukarest                                        | bis 57 kg      | nach Siegen über Alireza Nosratolah Sarlak, Iran, Jack Michael Müller, USA, Zou Wanhao, China und Ravi Kumar                                        |

## Nationale Wettkämpfe
| Jahr | Platz | Wettkampf                | Gewichtsklasse | Ergebnisse                                                             |
| ---- | ----- | ------------------------ | -------------- | ---------------------------------------------------------------------- |
| 2016 | 2.    | Japanische Meisterschaft | bis 57 kg      | hinter Yūki Takahashi, vor Kazuya Koyanagi und Taishi Narikuni         |
| 2017 | 2.    | Japanische Meisterschaft | bis 57 kg      | hinter Yūki Takahashi, vor Kai9ki Yamaguchi und Yasuhira Morita        |
| 2018 | 2.    | Meiji-Cup in Tokio       | bis 57 kg      | hinter Yūki Takahashi, vor Kanta Okada und Rikuto Arai                 |
| 2018 | 5.    | Japanische Meisterschaft | bis 57 kg      | hinter Yūki Takahashi, Kaiki Yamaguchi, Daiki Araki und Kazuya Oyonagi |
| 2019 | 3.    | Meiji-Cup in Tokio       | bis 57 kg      | hinter Yūki Takahashi und Kaiki Yamaguchi                              |

Erläuterungen
- alle Wettkämpfe im freien Stil
- WM = Weltmeisterschaft
- Altersgruppe „Cadets“ bis zum 17., Altersgruppe (Juniors) bis zum 20. Lebensjahr